# Chung So-young
Chung So-young, ook wel Chung Soo-young (Hangul: 정소영, Hanja: 鄭素英, H.K.R.: Jeong So-yeong, M-R: Chŏng So-yŏng) (Gimje, 4 maart 1967) is een voormalig Zuid-Koreaans badminton-speelster. Haar belangrijkste prestaties waren het winnen van de gouden medaille in het vrouwen-dubbelspel op de Olympische Spelen van 1992 (Barcelona) en het behalen van de derde plaats op de Wereldkampioenschappen badminton, eveneens in het vrouwen-dubbelspel.

## Olympische Spelen
Chung So-young deed namens Zuid-Korea mee aan de Olympische Spelen van 1992 in Barcelona, in het vrouwen-dubbelspel, samen met Hwang Hye-young.
In de eerste ronde kreeg het duo een bye, waardoor ze automatisch in de tweede ronde kwamen. Hierin speelden ze tegen Harumi Kohara en Hisuko Mizui uit Japan. Het Zuid-Koreaanse duo won met 15-11 en 15-2. 

In de kwartfinale namen ze het op tegen Julie Bradbury en Gillian Clark uit Groot-Brittannië. Ook deze partij ging in twee sets naar het Zuid-Koreaanse koppel: 15-5, 15-5. In de halve finale stond het Chinese koppel bestaande uit Lin Yan Fen en Yao Fen tegenover hen. Dankzij een 15-9 15-8 overwinning stonden de Zuid-Koreaanse vrouwen in de finale. Hierin speelden ze tegen Guan Weizhen en Nong Qunhua, eveneens uit China. Chung So-young en Hwang Hye-young wonnen met 18-16 12-15 15-13 de gouden medaille.

## Erelijst
- 1 maal winnaar vrouwen-dubbelspel Badminton op de Olympische Zomerspelen (1992)
- 1 maal derde vrouwen-dubbelspel Wereldkampioenschappen badminton (1987)

1992: Hwang Hye-young & Chung So-young ·
1996: Ge Fei & Gu Jun ·
2000: Ge Fei & Gu Jun ·
2004: Zhang Jiewen & Yang Wei ·
2008: Yu Yang & Du Jing ·
2012: Tian Qing & Zhao Yunlei  ·
2016: Misaki Matsutomo & Ayaka Takahashi ·
2020: Greysia Polii & Apriyani Rahayu ·
2024: Chen Qingchen & Jia Yifan